# Еквадор на Олімпійських іграх
Еквадор дебютував на Олімпійських іграх 1924 року у Парижі. Після виступу на цій Олімпіаді країна зробила 44-річну перерву в олімпійських виступах, пропустивши сім наступних Ігор. Удруге еквадорські спортсмени взяли участь в Олімпійських іграх 1968 року і з тих пір не пропускала жодної літньої Олімпіади. За всю олімпійську історію Еквадору спортсмени країни вибороли дві медалі — золото та срібло, яке завоював легкоатлет Джефферсон Перес.
Еквадор жодного разу не брав участі у Зимових Олімпійських іграх.
Національний олімпійський комітет Еквадору був заснований 1948 року, а визнаний МОК у 1959 році.

## Список медалістів
| Медаль | Спортсмен        | Ігри          | Вид спорту     | Дисципліна                        |
| ------ | ---------------- | ------------- | -------------- | --------------------------------- |
| Золото | Джефферсон Перес | 1996, Атланта | Легка атлетика | спортивна ходьба, 20 км, чоловіки |
| Срібло | Джефферсон Перес | 2008, Пекін   | Легка атлетика | спортивна ходьба, 20 км, чоловіки |